# Deutscher Akademischer Austauschdienst
O Deutscher Akademischer Austauschdienst (em português: Serviço Alemão de Intercâmbio Acadêmico), mais conhecido pelo acrônimo DAAD, é a maior organização alemã no campo de intercâmbio acadêmico. O DAAD oferece uma larga escala de bolsas de estudos para alemães e estrangeiros para estudo, pesquisa e ensino dentro e fora da Alemanha.
A 5 de abril de 2018, foi feito Membro-Honorário da Ordem do Mérito, de Portugal.